# Urząd Kaltenkirchen-Land
Urząd Kaltenkirchen-Land (niem. Amt Kaltenkirchen-Land) – urząd w Niemczech w landzie Szlezwik-Holsztyn, w powiecie Segeberg. Siedziba urzędu znajduje się w mieście Kaltenkirchen.
W skład urzędu wchodzi sześć gmin:
1. Alveslohe
2. Hartenholm
3. Hasenmoor
4. Lentföhrden
5. Nützen
6. Schmalfeld